# Кафе Банк Спортіф
Кафе Банк Спортіф (ісп. Cafe Bank Sportif) — професіональний екваторіальногвінейський футбольний клуб з міста Малабо. 

## Історія
Клуб було засновано в столиці країни місті Малабо і це одна з багатьох команд в місті, тривалий час Кафе Банк Спортіф залишається в тіні більш іменитих Атлетіко (Малабо) та Ренасіменто, найбільш домінуючих клубів зі столиці держави. Кафе Банк Спортіф був чемпіоном Першого дивізіону Екваторіальної Гвінеї в 1996 році, це чемпіонство залишається єдиним титулом в історії клубу.
На міжнародному рівні вони взяли участь в одному континентальному турнірі, це була перша команда з Екваторіальної Гвінеї, яка взяла участь 1997 року в оновленій Лізі чемпіонів КАФ, де команда програла в попередньому раунді клубу з Конго Муніспорт (Браззавіль).

## Досягнення
- Прем'єр-ліга: 1 перемога

1996

## Участь у континентальних турнірах під егідою КАФ
| Сезон | Турнір             | Раунд      | Клуб      | Вдома | На виїзді | Загальний |
| ----- | ------------------ | ---------- | --------- | ----- | --------- | --------- |
| 1997  | Ліга чемпіонів КАФ | Попередній | Муніспорт | 0-1   | 1-4       | 1-5       |